# Einstürzende Neubauten
Einstürzende Neubauten (IPA: [ˈaɪnˌʃtʏɐʦəndə ˈnɔʏˌbaʊtən]) è un gruppo musicale tedesco di genere rumorista costituito a Berlino Ovest nel 1980 a opera di Blixa Bargeld e N.U. Unruh (nome d'arte di Andrew Chudy).
Ispirato all'avanguardismo storico del Novecento, alla musica concreta e al krautrock tedesco anni settanta, tutte correnti profondamente legate al clima culturale della Germania occidentale post-bellica, il gruppo è annoverato tra i maggiori e più originali innovatori del rock sperimentale.

## Il nome
Il nome del gruppo può essere reso in italiano con: «nuovi edifici che crollano», o, più precisamente, "cadenti nuovi edifici", dove "cadenti" è aggettivo, non participio presente. Con "Neubauten" ("nuovi edifici" in italiano) ci si riferisce genericamente alle costruzioni edificate in Germania Ovest dopo il 1945, più economiche, più leggere e esteticamente meno pregevoli rispetto alle "Altbauten", ossia gli edifici pre-1945 (in larga parte pre-modernisti). Le neubauten costituiscono un elemento caratteristico delle città tedesche ricostruite dopo le massicce distruzioni causate dalla seconda guerra mondiale.
Il nome del gruppo acquisì una visibilità inaspettata quando il 21 maggio 1980 crollò il tetto della Casa delle culture del mondo a Tiergarten, quartiere di Berlino Ovest, causando alcuni feriti e un morto. La conseguente attenzione che i media dedicarono al crollo della cosiddetta "ostrica gravida" diede al nome del gruppo una nuova dimensione.

## Storia

### Gli inizi
Gli Einstürzende Neubauten si formano a Berlino, all'inizio degli anni ottanta, per iniziativa del cantante e chitarrista Blixa Bargeld (alias Christian Emmerich) e dei percussionisti Mufti F.M.Einheit (Frank Strauss) e N.U.Unruh (Andrew Chudy, originario di New York). Il nucleo del gruppo risale però al gruppo chiamato Geniale Dilettanten, che comprendeva anche le musiciste Beate Bartel e Gudrun Gut. Si esibiscono per la prima volta nell'area dell'Üntergang, un ex mattatoio diventato centro della scena underground musicale e non solo di Berlino. Fin dall'inizio il gruppo introduce l'utilizzo di strumentazioni atipiche, comprendenti martelli pneumatici, lamiere metalliche, tubi flessibili, compressori e altri elementi capaci di creare un suono alienante, ricco di dissonanze, rappresentativo della moderna civiltà industriale. I concerti risultano quindi distruttivi e sfrenati.
Esordiscono su disco con i singoli Für den Untergang e Durstiger Tiger, e con l'EP Kalte Sterne (1980): nelle registrazioni in studio gran parte dell'impatto violento e dirompente dei live  inevitabilmente si perde. Il primo album Kollaps esce nel 1981; la musica è ridotta al minimo: si tratta di "orge" di rumore, di deliri surreali in cui Bargeld narra le sue litanie. Al gruppo si aggiungono nel frattempo Marc Chung (basso) e Alexander Hacke (chitarra).
Con il secondo album Zeichnungen des Patienten O. T. (1983) si avvicinano ai maestri dell'avanguardia tedesca (Karlheinz Stockhausen) ed americana. Nel 1984 Blixa Bargeld entra nel gruppo di Nick Cave, i Nick Cave and the Bad Seeds.

### Anni 1985-1990
L'album Halber Mensch (1985) segna una prima svolta: le strutture musicali delle canzoni risultano più ordinate e l'album diviene più eterogeneo dei precedenti. In svariate date del tour che segue la pubblicazione dell'album, inoltre, gli EN suonano insieme ai Sonic Youth, che incidono notevolmente nel percorso artistico e nelle successive produzioni del gruppo tedesco.
Proprio l'album successivo, infatti, Fünf auf der nach oben offenen Richterskala, pubblicato nel 1987, rimanda alle opere dei newyorkesi Sonic Youth, ossia a quei lavori immaginifici che evocano scenografie surreali, città in macerie e collassate. Il sound si fa relativamente più accessibile e regolare.
Un altro disco notevole è il successivo Haus der Lüge (1989). Dopo la caduta del muro di Berlino, avvenuta in quell'anno, il gruppo decide di rendere i testi più espliciti e diretti, rinunciando alle allegorie e ai giri di parole. Questi divengono politicamente impegnati ed accompagnano una musica sempre fascinosa e rumorista. Su questa scia, Nick Cave sponsorizza il passaggio del gruppo alla Mute Records.

### Anni '90
Il gruppo registra una colonna sonora per il teatro nel 1991. Si tratta di Die Hamletmaschine. Quindi si dedica a una trilogia che comprende gli EP Interim e Malediction e l'album Tabula Rasa, pubblicato nel 1993. In questo album collabora anche Anita Lane (in Blume).
Nei successivi due anni si intravedono i primi segnali di una crisi che colpirà il gruppo di lì a poco. I vari componenti si dedicano a progetti solisti, colonne sonore e raccolte (Strategien Gegen Architektur). Il bassista Chung e soprattutto F.M. Einheit abbandonano il gruppo, sostituiti rispettivamente da Jochen Arbeit e Rudi Moser.
Con la nuova formazione il gruppo pubblica nel 1996 l'album Ende Neu, che segna un distacco dal passato. Tuttavia questo passato è troppo ingombrante e il disco non convince.

### Anni 2000
Dopo una lunga pausa, gli EN ritornano nel 2000 con Silence Is Sexy. Il gruppo porta avanti quell'"estetica del silenzio" già intrapresa nei due album precedenti. Il singolo Pelikanol (18 minuti di recitazione e rumore) viene abbinato all'album. Nel 2001 producono la colonna sonora Berlin Babylon.
Il nono album (senza contare colonne sonore, raccolte, ecc.) ufficiale è Perpetuum Mobile (2004), che continua su quel percorso fatto di rarefazione, silenzi e dilatazioni. La classe e la coerenza del gruppo, nonostante gli alti e bassi, rimane immutata. Quel che manca, a detta della critica, è il coraggio.
Nel 2007 viene pubblicato Alles wieder offen ("Tutto di nuovo aperto"). Il gruppo, diventato indipendente a tutti gli effetti (dal finanziamento alla distribuzione), propone un ottimo album di equilibrio tra rumore e canzone.
Nel 2008 viene pubblicato l’album sperimentale The Jewels inizialmente registrato solo per i sostenitori in formato digitale.
Nel 2013 viene annunciato un nuovo album con relativo tour promozionale: la prima data si terrà l'8 novembre 2014 a Diksmuide, in Belgio.
Nel 2014 la band pubblica per BMG Lament, un'opera musicale ispirata allo scoppio della prima guerra mondiale. Per registrare il disco, gli Einstürzende Neubauten hanno effettuato un grande lavoro di recupero su nastri audio originali, risalenti al periodo 1914-1916, di prigionieri di guerra detenuti in uno dei primi grandi campi di internamento nei pressi di Berlino. La ricerca è stata condotta tra gli archivi sonori della Humboldt University di Berlino e del Deutsches Rundfunkarchiv di Francoforte. È stato inoltre utilizzato materiale visionato presso il Militärhistorische Museum der Bundeswehr di Dresda.
Nel 2018 viene pubblicato l’album in formato vinile o CD+DVD Grundstück inizialmente pubblicato nel 2005 in formato DVD solo per i sostenitori.
Il singolo The Grand Goldie nel 2020 anticipa l’uscita del nuovo album, previsto per il 15 maggio dello stesso anno, Alles in Allem.
Dopo quattro anni di silenzio discografico, il gruppo pubblica, nel 2024, l’album Rampen (amp: alien pop music), anticipato dal singolo “Ist Ist”.
Il 25 aprile 2025 Alexander Hacke comunica con un post via Facebook, sia a proprio nome che a nome dei Neubauten, di aver lasciato il gruppo dopo quarant'anni di permanenza.

## Stile
L'arte del gruppo si può accostare al teatro espressionista, mentre per quanto riguarda la musica, la "parentela" più evidente è quella con il krautrock e con l'industrial dei Throbbing Gristle. Forte è anche il legame con la No wave newyorkese, in particolare con Lydia Lunch e Sonic Youth.

## Influenza esercitata
A sua volta è notevole l'influenza esercitata dal gruppo su un gran numero di musicisti e generi successivi: dai Pussy Galore ai Sightings, ai "terroristi elettronici" anni novanta e, ovviamente, la nuova ondata industrial. Anche gli italiani CCCP Fedeli alla linea hanno preso moltissimo da questo gruppo. Ma soprattutto il gruppo bergamasco Officine Schwartz che mescola elementi industrial a suoni folkloristici, popolari e canti operai.

## Formazione

### Formazione attuale
- Blixa Bargeld (vero nome Christian Emmerich) - voce principale, chitarra, tastiere, percussioni (1980-presente)
- Alexander Hacke (conosciuto anche come Alexander von Borsig) - basso, chitarra, cori (1980 - 2025)
- N.U. Unruh (vero nome Andrew Chudy) - strumenti speciali, percussioni, voce (1980-presente)
- Jochen Arbeit - chitarra, voci
- Rudolf Moser - strumenti autocostruiti, percussioni, voce (1997-presente)

### Altri componenti e collaboratori
- Ash Wednesday: tastiere, elettronica (collaboratore dal 1997)
- Boris Wilsdorf - ingegnere del suono
- Erin Zhu - produttore esecutivo, webmaster. Moglie di Blixa Bargeld, è laureata alla Stanford Graduate School of Business.[13]
- Ari Benjamin Meyers - collaboratore, con Redux Orchestra ed al pianoforte
- Danielle de Picciotto - documentatrice dei tour Perpetuum Mobile e Grundstück e di varie performance. Moglie di Alexander Hacke

### Ex componenti
- Beate Bartel - basso (membro fondatore, 1980)
- Gudrun Gut - tastiere (membro fondatore, 1980)
- F.M. Einheit (vero nome: Frank Martin Strauß) - percussioni, voce (1981–1995)
- Mark Chung - basso, voce (1981–1994)
- Roland Wolf - tastiere, basso (sostituì Mark Chung nel 1995, e morì in un incidente automobilistico poco tempo dopo)

## Discografia

### Album in studio
- 1981 - Kollaps
- 1983 - Zeichnungen des Patienten O. T.
- 1985 - Halber Mensch
- 1987 - Fünf auf der nach oben offenen Richterskala
- 1989 - Haus der Lüge
- 1993 - Tabula Rasa
- 1996 - Ende Neu
- 2000 - Silence Is Sexy
- 2004 - Perpetuum Mobile
- 2007 - Alles wieder offen
- 2008 - The Jewels
- 2014 - Lament
- 2018 - Grundstück (CD + DVD)
- 2020 - Alles in Allem
- 2024 - Rampen: apm (alien pop music)

### EP
- 1981 - Kalte Sterne
- 1993 - Interim
- 1993 - Malediction
- 1999 - Total Eclipse of the Sun
- 2013 - Interpretations (Remix di 4 brani tratti dal demo “Stahldubversions” interpretati da Perc)

### Singoli
- 1980 - Für den Untergang
- 1982 - Thirsty Animal (con Lydia Lunch)
- 1985 - Yü-gung
- 1989 - Feurio
- 1996 - Stella Maris
- 1997 - NNNAAAMMM (Remix by Darkus)
- 2007 - Weil weil weil
- 2020 - The Grand Goldie
- 2020 - Alles in Allem
- 2020 - La Guillotine de Magritte
- 2024 - Ist Ist
- 2024 - Ist Ist (Dubfire Remixes)

### Album live
- 1984 - 2X4
- 2002 - 09-15-2000, Brussels
- 2007 - Palast der Republik
- 2018 - Live at Rockpalast 1990 (CD + DVD digipak)

### Raccolte
- 1983 - Strategien gegen Architekturen
- 1991 - Strategien gegen Architektur II
- 1997 - Ende Neu Remixes
- 2001 - Strategien gegen Architektur III
- 2004 - Kalte Sterne - Early Recordings
- 2010 - Strategien gegen Architektur IV
- 2016 - Greatest Hits

### Colonne sonore
- 1991 - Die Hamletmaschine
- 1996 - Faustmusik
- 2001 - Berlin Babylon

### Demo
- 1980 - Stahlmusik
- 1982 - Stahldubversions (demo registrato nel 1981)

### VHS / DVD
- 1985 - Halber Mensch
- 1993 - Libeslieder
- 2005 - Seele Brennt - Nihil
- 2006 - Palast der Republik - Live
- 2012 - Live at Rockpalast 1990 (DVD + CD)